# Kapystitchi
Kapystitchi (en russe : Капыстичи) est un village du selsoviet de Berezniki du raïon de Rylsk dans l'oblast de Koursk, en Russie. Sa population s'élevait à 185 habitants au recensement de 2021.

## Géographie
Le village de Kapystitchi se situe dans l'oblast de Koursk, un oblast de la partie européenne de la Russie. Le village fait partie du raïon de Rylsk, avec Rylsk comme centre administratif. Il se trouve dans le selsoviet de Berezniki, une municipalité, avec le village de Berezniki comme chef-lieu.

## Démographie
Recensements (*) et estimations de la population :
| 2002 * | 2010* | 2021* | - |
| ------ | ----- | ----- | - |
| 363    | 211   | 185   | - |